# River Rouge (Míchigan)
River Rouge es una ciudad ubicada en el condado de Wayne en el estado estadounidense de Míchigan. En el Censo de 2010 tenía una población de 7903 habitantes y una densidad poblacional de 940,04 personas por km².

## Geografía
River Rouge se encuentra ubicada en las coordenadas 42°16′28″N 83°7′27″O / 42.27444, -83.12417. Según la Oficina del Censo de los Estados Unidos, River Rouge tiene una superficie total de 8.41 km², de la cual 6.87 km² corresponden a tierra firme y (18,27 %) 1.54 km² es agua.
De la superficie terrestre de la ciudad, 2,41 km² corresponden a la isla Zug. El río Rouge marca el límite norte con Detroit y el río Detroit, el límite oriental. El faro Mariners Memorial está activo ubicado y se encuentra a lo largo del río Detroit. Se encuentra dentro de Belanger Park y es el más recientemente construido del estado (en 2004).

## Demografía
Según el censo de 2010, había 7903 personas residiendo en River Rouge. La densidad de población era de 940,04 hab./km². De los 7903 habitantes, River Rouge estaba compuesto por el 39.36% blancos, el 50.54% eran afroamericanos, el 0.61% eran amerindios, el 0.22% eran asiáticos, el 0.13% eran isleños del Pacífico, el 4.18% eran de otras razas y el 4.97% pertenecían a dos o más razas. Del total de la población el 11.19% eran hispanos o latinos de cualquier raza.

## Educación

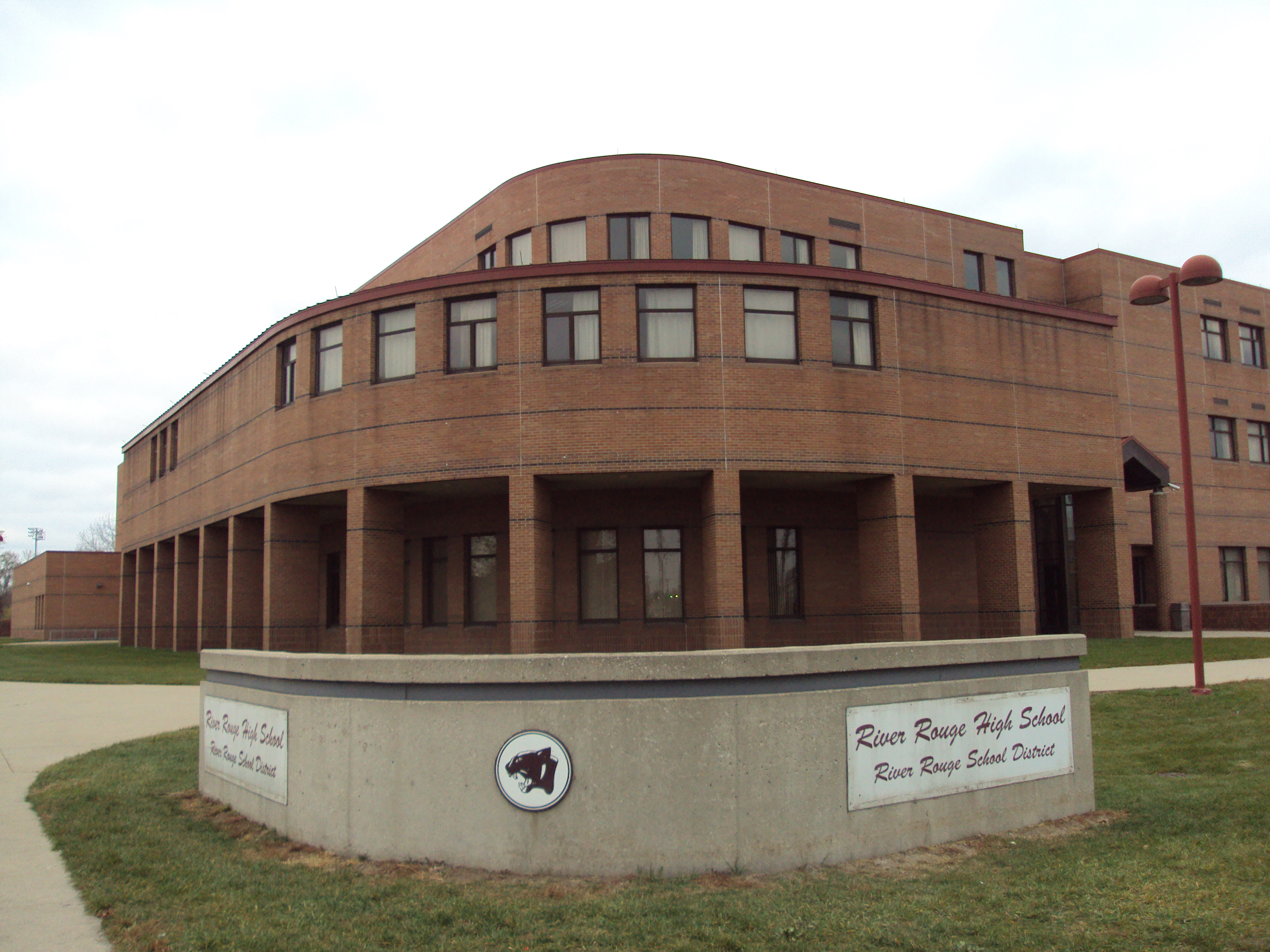
River Rouge High School

El Distrito Escolar de River Rouge gestiona escuelas públicas, incluyendo Ann Visger Elementary School, Clarence B. Sabbath Middle School, River Rouge STEM Academy at Dunn (grados K-8), y River Rouge High School.